# 阿保神社
阿保神社（あおじんじゃ）は、大阪府松原市阿保にある神社。海泉池の北側に位置する。祭神は菅原道真（本殿）、阿保親王（阿保親王社）、市杵島姫命（厳島神社）の三神。旧社格は村社。境内には1200年前の阿保親王お手植えと伝わる大くすの木、めおとくすの木、社務所横のくすの木の3本の神木がそびえる。
阿保神社、屯倉神社、柴籬神社、布忍神社、我堂八幡宮（ここまで松原市）、阿麻美許曽神社（大阪府東住吉区）の6社で「開運松原六社参り」を行っている。

## 祭神
- 菅原道真（すがわらのみちざね）
- 阿保親王（あぼしんのう）
- 市杵島姫命（いちきしまひめのみこと）

## 歴史
海泉池の北側に展開する阿保集落に所在する。創建は明らかではない。社伝によると本殿は慶長13年（1608年）の再建を記す棟札があったと伝えるが現在では所在不明であり、その後の記録も見出されていない。「阿保（あお）」の名は阿保親王に由来し、本殿前には「史跡阿保親王住居址」の石碑が建つ。阿保茶屋の近くにある稚児が池（親王池）は、阿保親王が農民のために築いたと伝わる。
1872年（明治5年）には近代社格制度で村社に列せられた。明治・大正・昭和にかけて、松原では村人らによる村相撲が盛んであり、阿保神社、屯倉神社、柴籬神社などの神社に土俵が設けられた。
2022年（令和4年）1月、約150年ぶりに大鳥居が建て替えられた。

## 境内

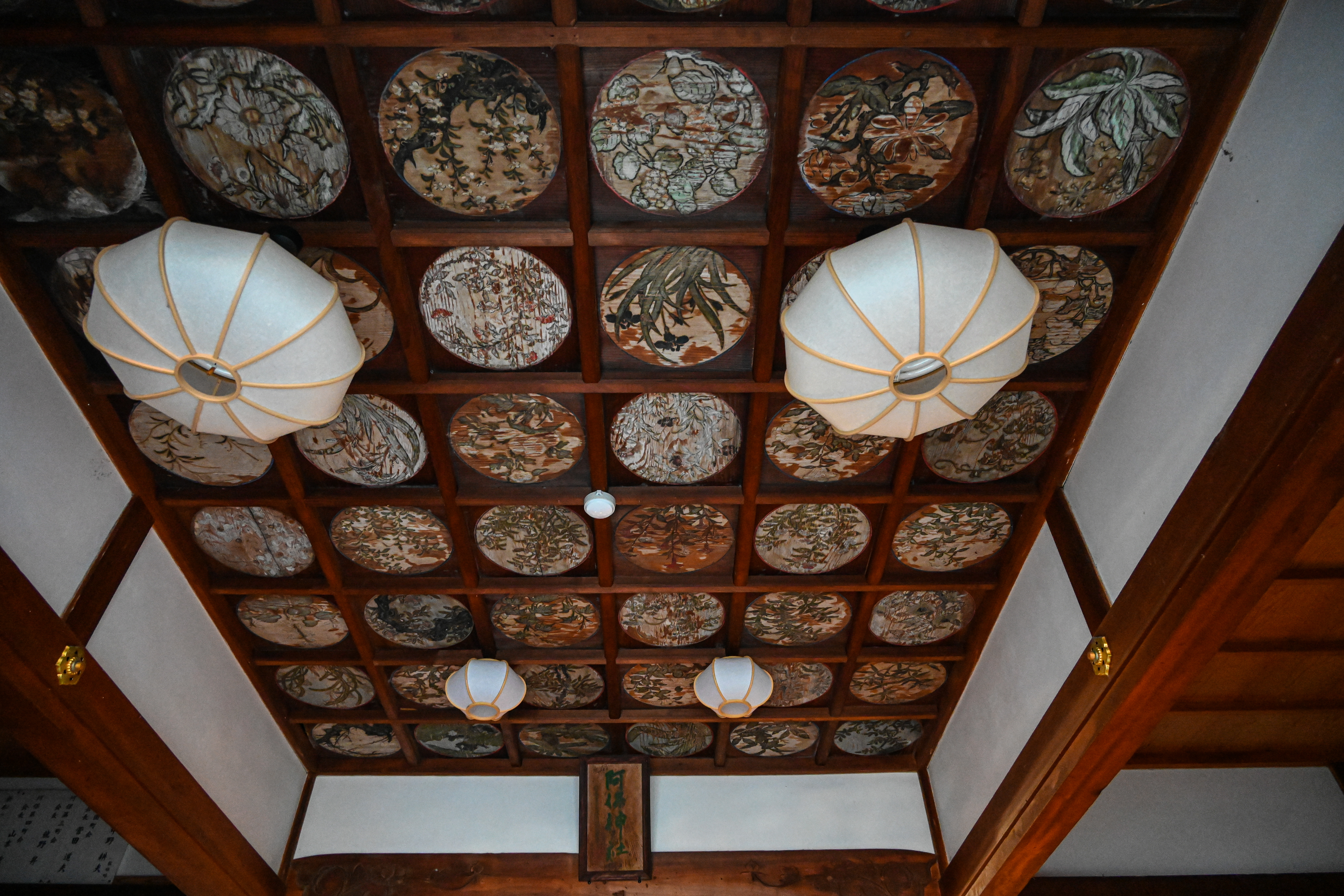
拝殿の天井画

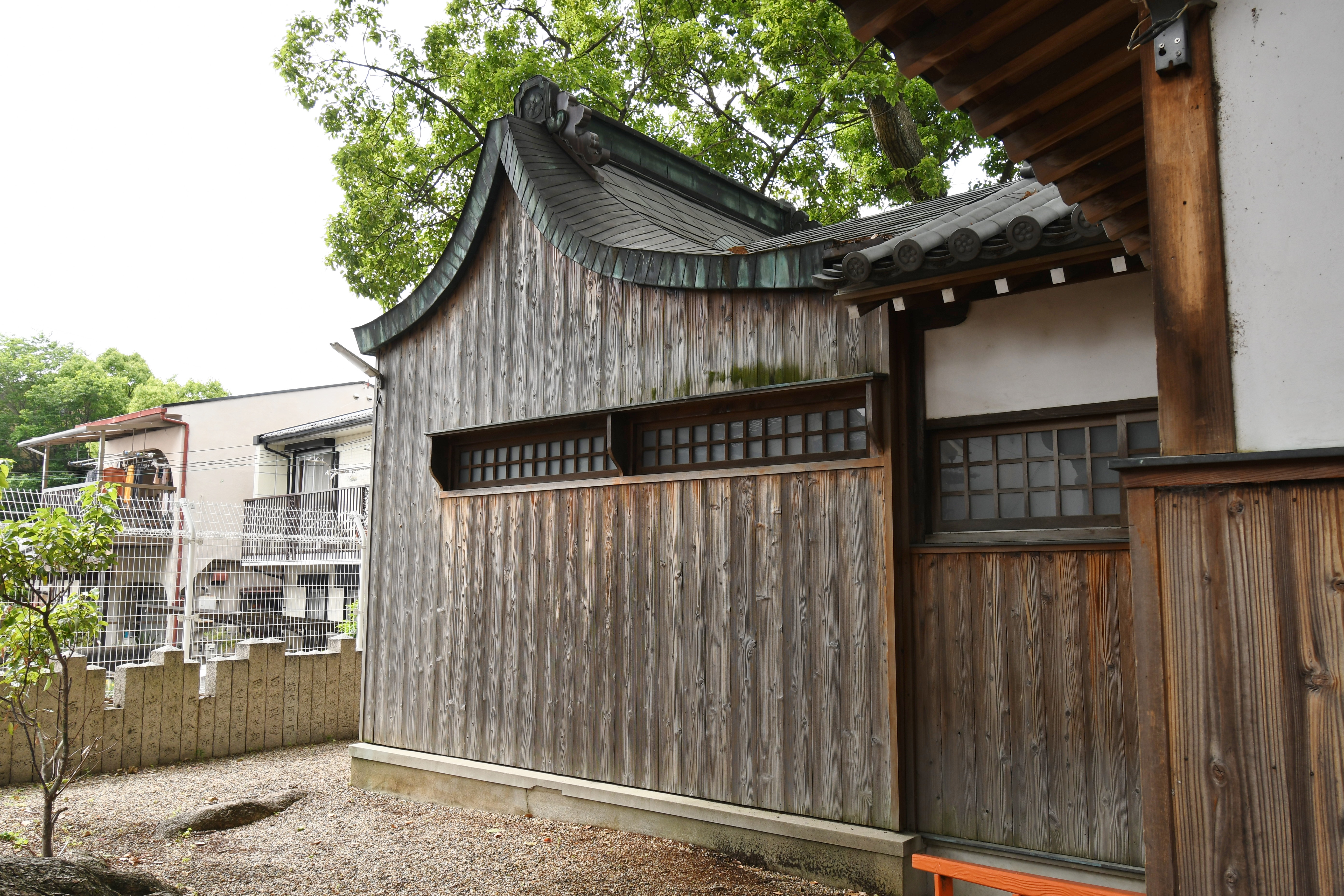
本殿
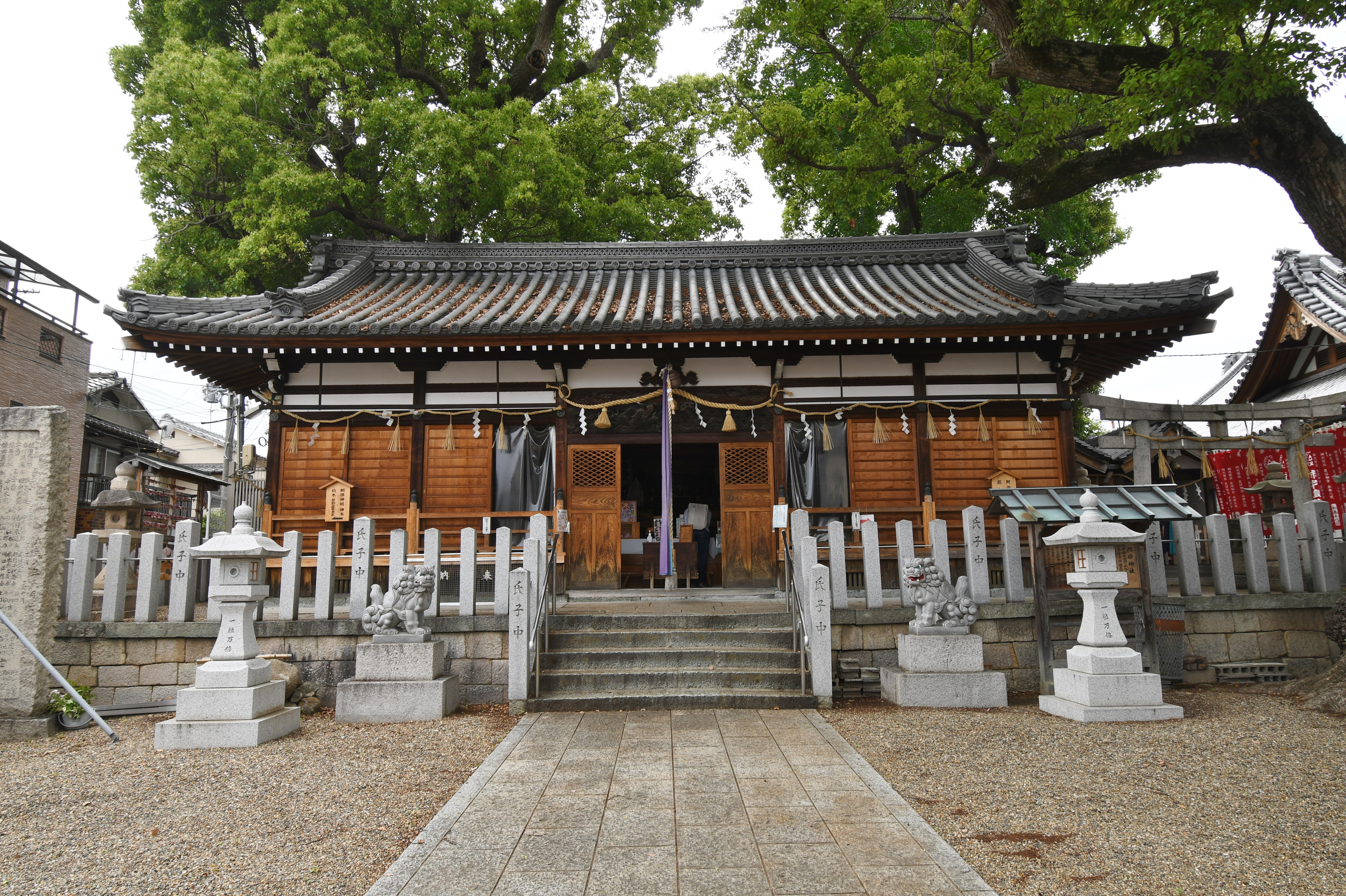
拝殿
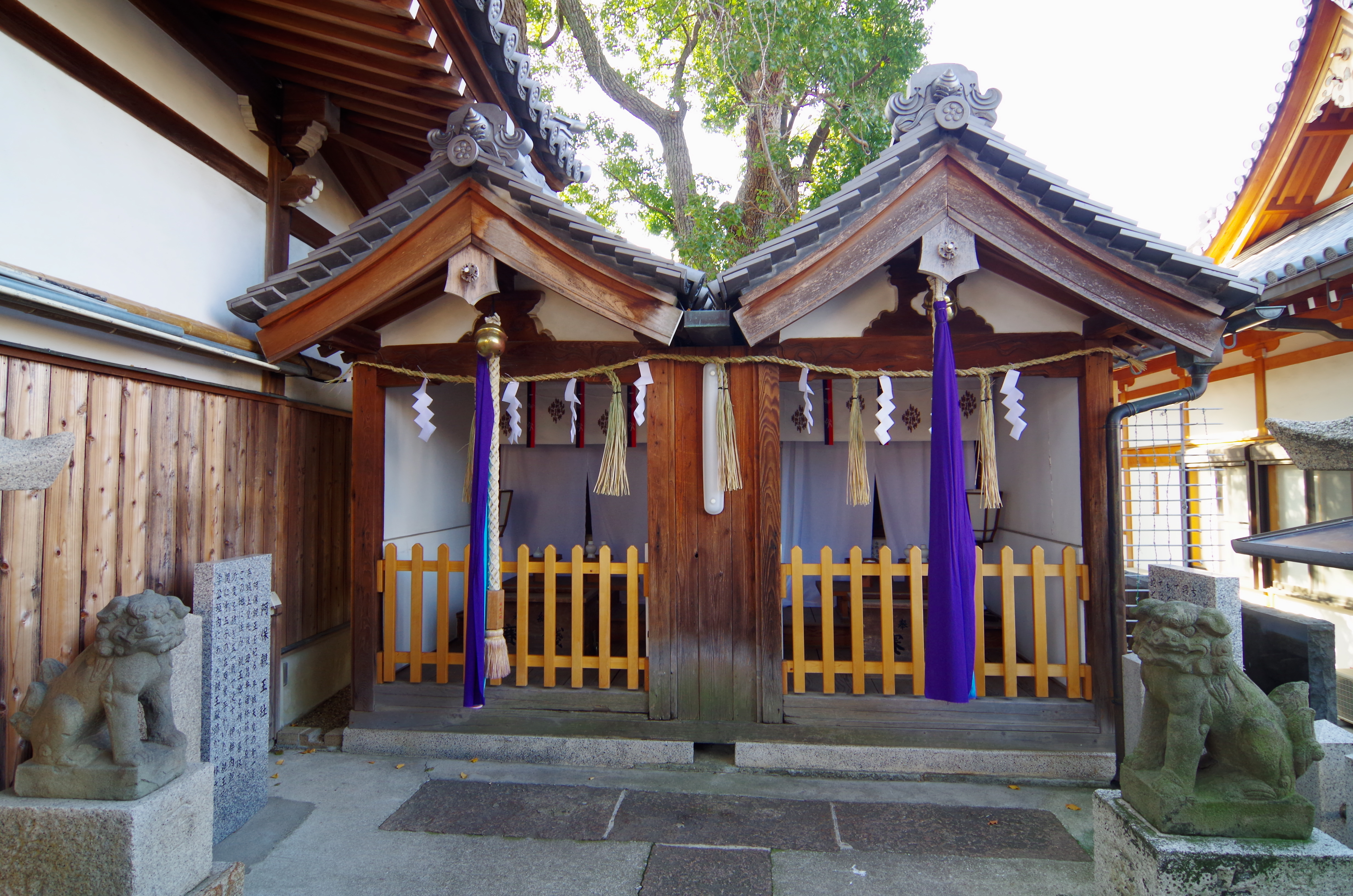
阿保親王社・厳島神社
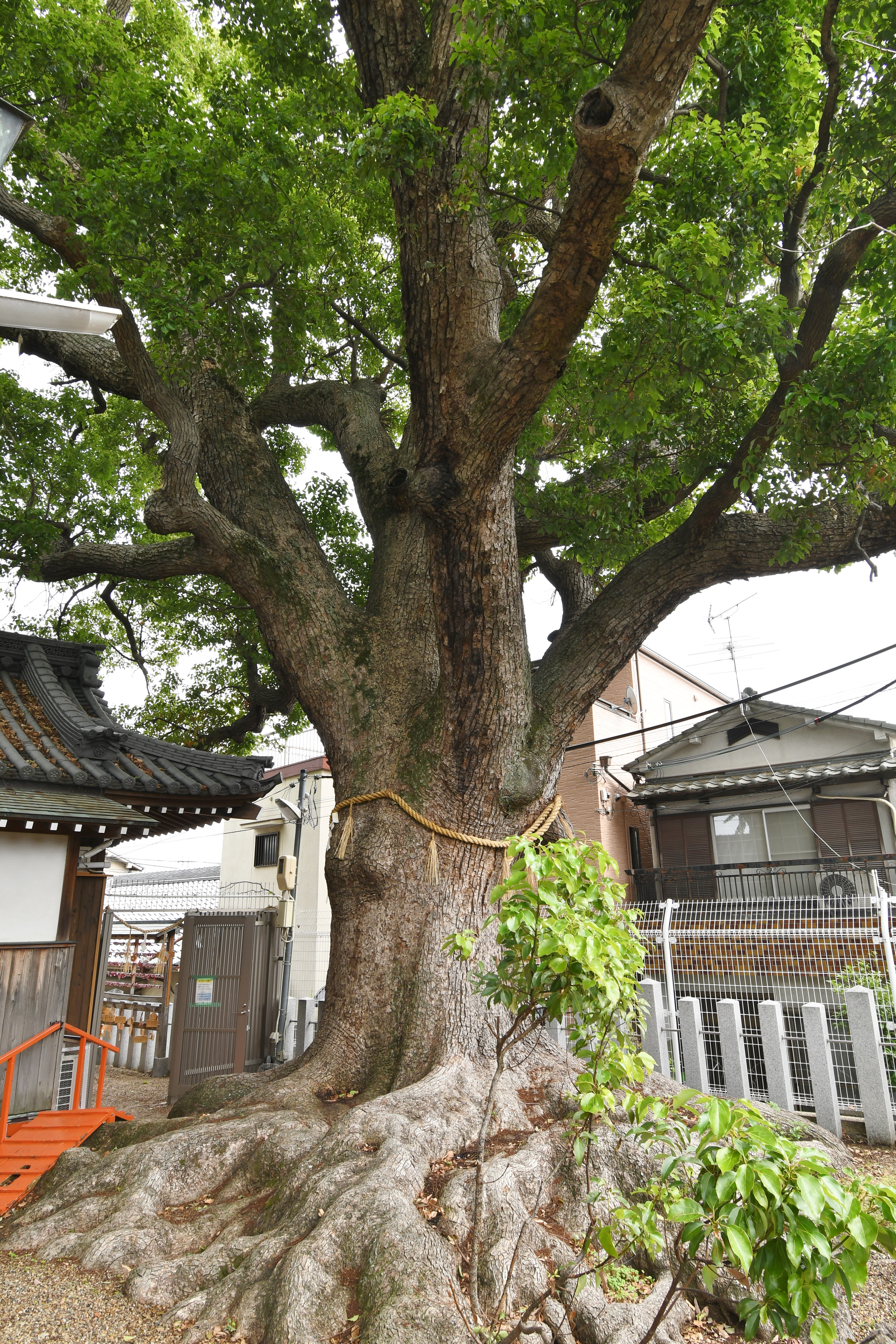
大くすの木
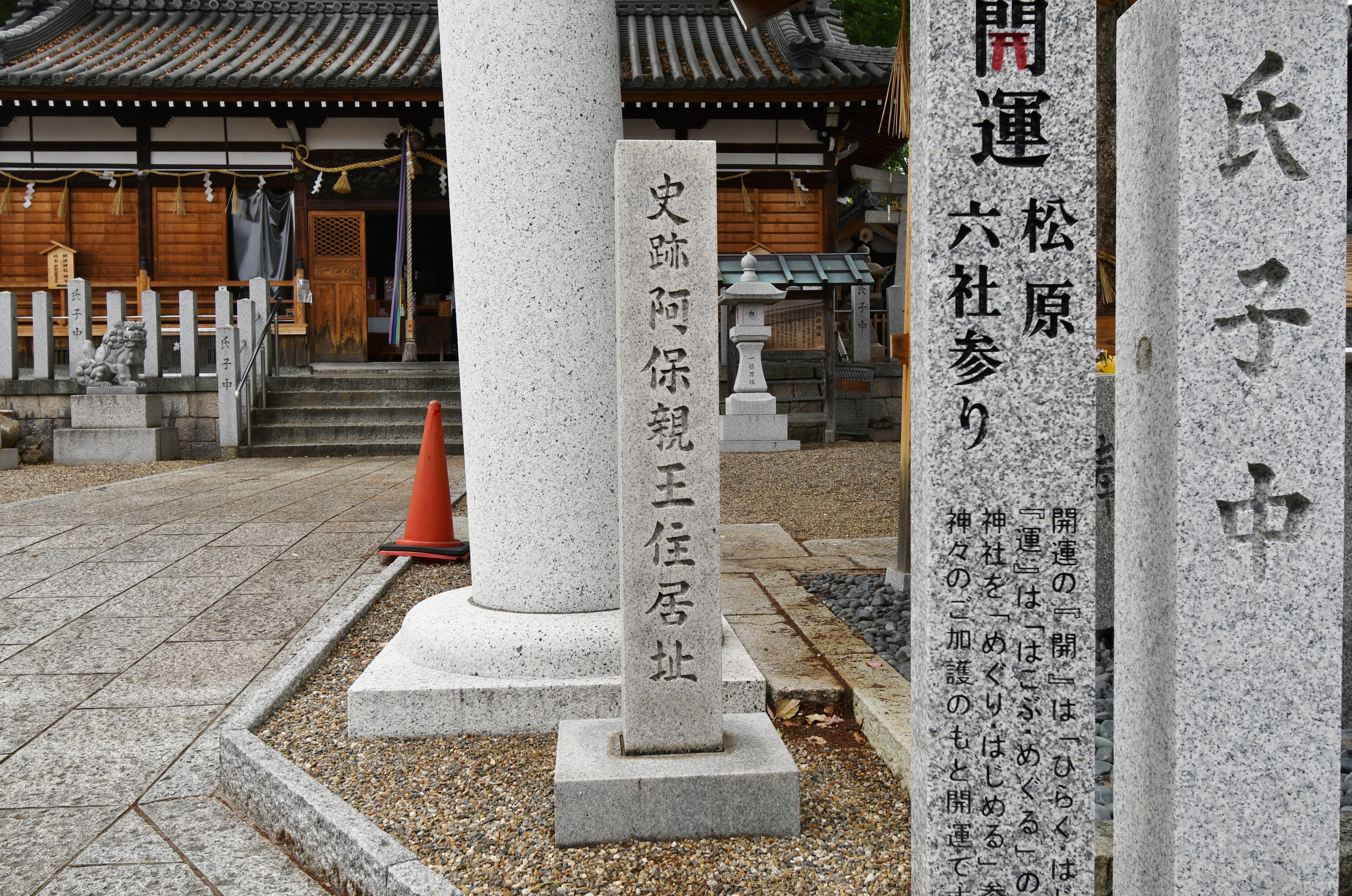
阿保親王住居址碑

一間社流造銅板葺で覆屋内にある。丹塗が施されているが、この彩色が当時のものか明らかではない。
- 拝殿

拝殿は天保13年（1842年）12月に再建された。拝殿の格天井には48枚の花卉図が描かれており、拝殿の再建と同時期の江戸時代後期とみられる。今後の修復保存事業のために、咲くやこの花館の久山敦名誉館長の協力を得て植物名の同定作業を行っている。
- 阿保親王社

かつて公垣内にあった阿保親王の御殿跡から阿保神社に合祀された神社であり、阿保神社の拝殿の東側にある。
- 厳島神社

小字・蛭半才の弁天山にあった神社を、1873年（明治6年）阿保神社に合祀した。市杵島姫命を祀る。
- 大鳥居

2022年（令和4年）1月に再建。
- 社務所
- 遥拝所
- 手水舎
- 大くすの木

幹周4.85メートル、樹高20メートルで、推定樹齢は300年以上である。阿保親王お手植えと伝わり、松原市制施行60周年を記念して発行された『まつばらいろはかるた』には「楠大樹 千年と伝う 阿保神社」という絵札がある。松原市の社寺林では最も多くの社寺でみられるのがクスノキである。
- めおとくすの木
- 社務所横のくすの木

- 本殿
- 拝殿
- 阿保親王社・厳島神社
- 大くすの木
- 阿保親王住居址碑

## 現地情報
- 大阪府松原市阿保5-4-19
- 近鉄南大阪線河内松原駅より北へ800メートル（徒歩15分）